# Bacanius scalptus
Bacanius scalptus är en skalbaggsart som beskrevs av Lewis 1888. Bacanius scalptus ingår i släktet Bacanius och familjen stumpbaggar. Inga underarter finns listade i Catalogue of Life.